# ロバート・ワグナー
ロバート・ワグナー（Robert John Wagner, Jr.、1930年2月10日 - ）は、アメリカ合衆国の俳優・映画プロデューサー。

## 来歴
ミシガン州デトロイト出身。父はフォード車の旅回りのセールスマンでドイツ系、母は電話交換手で、ノルウェー人をルーツに持つ。
1950年代から息の長い活動を続けるダンディな演技派俳優で、『タワーリング・インフェルノ』、『ピンクの豹』など出演作多数だが、むしろテレビシリーズ『スパイのライセンス』、『華麗な探偵ピート&マック』、『探偵ハート&ハート』の主演者として知られている。最近では『オースティン・パワーズ』シリーズのナンバーツー役でお馴染み。
2008年、出版した自叙伝『Pieces of My Heart』がベストセラーになった。
1957年（昭和32年）5月4日、映画『Stopover Tokyo』（日本未公開）の日本ロケのため来日。
アメリカの人気テレビドラマ『NCIS 〜ネイビー犯罪捜査班』に、トニー（マイケル・ウェザリー）の父親役でゲスト出演するなど、今なお精力的に活動を続けている。

### 私生活
女優のナタリー・ウッドとの2度の結婚は有名である。ナタリー・ウッドが事故で亡くなり、その後4度目の結婚に踏み切った。
1. ナタリー・ウッド（1957年 - 1962年）
2. マリオン・マーシャル（1963年 - 1970年） - 一人娘ケーティー
3. ナタリー・ウッド（1972年 - 1981年） - 一人娘コートニー、ウッドの連れ子ナターシャ・グレグソン
4. ジル・セント・ジョン（1990年 - ）

2018年2月1日、ナタリー・ウッドの死に関し、ロサンゼルス郡の警察当局から重要参考人として事情聴取を求められていることが明らかになったが、ロバート・ワグナーは聴取を拒否している。

## 主な出演作品
日本語吹替はほとんどの作品で城達也が担当した。

### 映画
| 公開年 | 邦題 原題                                                               | 役名                                                | 備考                       |
| ------ | ----------------------------------------------------------------------- | --------------------------------------------------- | -------------------------- |
| 1950   | 地獄の戦場 Halls of Montezuma                                           | コフマン                                            |                            |
| 1951   | 結婚しましょう Let's Make It Legal                                      | ジェリー・デナム                                    |                            |
| 1952   | わが心に歌えば With a Song in My Heart                                  | 落下傘兵                                            |                            |
| 1952   | 栄光何するものぞ What Price Glory                                       | Pvt. Lewisohn                                       |                            |
| 1952   | 星條旗よ永遠なれ Stars and Stripes Forever                              | ウィリー・リトル                                    |                            |
| 1953   | 銀の鞭 The Silver Whip                                                  | ジェス・ハーカー                                    |                            |
| 1953   | タイタニックの最期 Titanic                                              | ギフォード・ロジャース                              |                            |
| 1953   | 十二哩の暗礁の下に Beneath the 12-Mile Reef                             | トニー・ペトラキス                                  |                            |
| 1954   | 炎と剣 Prince Valiant                                                   | ヴァリアント                                        |                            |
| 1954   | 折れた槍 Broken Lance                                                   | ジョー                                              |                            |
| 1955   | 白い羽根 White Feather                                                  | ジョシュ・タナー                                    |                            |
| 1956   | 赤い崖 A Kiss Before Dying                                              | バド・コーリス                                      |                            |
| 1956   | ならず者部隊 Between Heaven and Hell                                    | サム・フランシス・ギフォード                        |                            |
| 1956   | 山 The Mountain                                                         | クリス・テラー                                      |                            |
| 1957   | 無法の王者ジェシイ・ジェイムス The Story Of Jasse James                 | ジェシー・ジェームズ                                |                            |
| 1958   | 追撃機 The Hunters                                                      | エド・ペル                                          |                            |
| 1958   | 大戦争 In Love and War                                                  | フランキー・オニール                                |                            |
| 1959   | ひとこと言って Say One for Me                                           | トニー・ヴィンセント                                |                            |
| 1960   | 夜が泣いている All the Fine Young Cannibals                             | チャド・ディクスビー                                |                            |
| 1962   | 史上最大の作戦 The Longest Day                                          | レンジャー隊隊員（アメリカ陸軍第2特別遊撃大隊所属） |                            |
| 1962   | 戦う翼 The War Lover                                                    | エド・ボーランド                                    |                            |
| 1962   | アルトナ I sequestrati di Altona                                        | Werner von Gerlach                                  |                            |
| 1963   | ピンクの豹 The Pink Panther                                             | ジョージ・リットン                                  |                            |
| 1966   | 動く標的 Harper                                                         | アラン・タガート                                    |                            |
| 1967   | 国際秘密結社 How I Spent My Summer Vacation                             | ジャック・ワシントン                                | テレビ映画                 |
| 1967   | 夜の誘惑 Banning                                                        | マイク・バニング                                    |                            |
| 1968   | 大泥棒 The Biggest Bundle of Them All                                   | ハリー・プライス                                    |                            |
| 1969   | レーサー Winning                                                        | ルーサー・アーディング                              |                            |
| 1971   | 海底都市 City Beneath the Sea                                           | ブレット                                            | テレビ映画                 |
| 1971   | ケーブルカー殺人事件 Crosscurrent                                       | ハワード・マクブライド                              |                            |
| 1972   | ザ・ビールス/恐怖の病原菌 Killer by Night                               | ラリー・ロス博士                                    | テレビ映画                 |
| 1972   | 原潜ポラリスSOS Madame Sin                                              | アンソニー・ローレンス                              | 出演・製作総指揮           |
| 1973   | 愛ふたたび The Affair                                                   | マーカス・サイモン                                  | テレビ映画                 |
| 1974   | タワーリング・インフェルノ The Towering Inferno                         | ダン・ビグロー広報部長                              |                            |
| 1976   | ミッドウェイ Midway                                                     | アーネスト・L・ブレイク少佐                         |                            |
| 1976   | ローナ・ラブの伝説 Death at Love House                                  | ジョエル・グレゴリー                                | テレビ映画                 |
| 1979   | エアポート'80 The Concorde ... Airport '79                              | ケヴィン・ハリソン博士                              |                            |
| 1983   | ピンク・パンサー5 クルーゾーは二度死ぬ Curse of the Pink Panther        | ジョージ・リットン                                  |                            |
| 1984   | ウインザー公掠奪/第三帝国の陰謀 To Catch a King                         | ジョー・ジャクソン                                  | テレビ映画                 |
| 1986   | アクトレス/ある女優の栄光と挫折 There Must Be a Pony                    | ベン・ニコルズ                                      | テレビ映画 出演/製作総指揮 |
| 1987   | おしゃれ泥棒2 Love Among Thieves                                        | マイク・チャンバース                                | テレビ映画                 |
| 1988   | 神々の風車 Windmills of the Gods                                        | マイク・スレイド                                    | テレビ映画                 |
| 1991   | 拳銃貸します This Gun for Hire                                          | 'Raven'                                             | テレビ映画                 |
| 1991   | ジョン・キャンディの夢におまかせ Delirious                              | ジャック・ゲイツ                                    | クレジットなし             |
| 1992   | ザ・プレイヤー The Player                                               |                                                     |                            |
| 1993   | ドラゴン/ブルース・リー物語 Dragon: The Bruce Lee Story                 | ビル・クリーガー                                    |                            |
| 1997   | オースティン・パワーズ Austin Powers: International Man of Mystery      | ナンバー・ツー                                      |                            |
| 1998   | ワイルドシングス Wild Things                                            | トム・バクスター                                    |                            |
| 1999   | 発光体 Fatal Error                                                      | アルバート                                          | テレビ映画                 |
| 1999   | オースティン・パワーズ:デラックス Austin Powers: The Spy Who Shagged Me | ナンバー・ツー                                      |                            |
| 1999   | クリスティーナ・リッチの ピンク・モーテル No Vacancy                    | タンジェリン氏                                      |                            |
| 1999   | クレイジー・イン・アラバマ Crazy in Alabama                             | ハリー・ホール                                      |                            |
| 1999   | マイ スウィート ガイズ Play It to the Bone                              | ハンク                                              |                            |
| 2000   | マーキュリー・ミッション Rocket's Red Glare                             | ガス・ベイカー                                      | テレビ映画                 |
| 2001   | ワンダフル・ドッグ ともだちはレトリバー The Retrievers                  | ヘイスワース                                        | テレビ映画                 |
| 2002   | オースティン・パワーズ ゴールドメンバー Austin Powers in Goldmember     | ナンバー・ツー                                      |                            |
| 2003   | ハリウッド的殺人事件 Hollywood Homicide                                 |                                                     |                            |
| 2005   | レジェンド・オブ・タイタンズ The Fallen Ones                            | モートン                                            | テレビ映画                 |
| 2005   | 壊滅暴風圏 II/カテゴリー7 Category 7: The End of the World              | ライアン・カー                                      | テレビ映画                 |
| 2017   | セブン・シスターズ What Happened to Monday                              |                                                     |                            |

### テレビシリーズ
| 放映年    | 邦題 原題                                                            | 役名                       | 備考          |
| --------- | -------------------------------------------------------------------- | -------------------------- | ------------- |
| 1968–1970 | スパイのライセンス It Takes a Thief                                  | アレックス・マンディ       | 66エピソード  |
| 1972–1974 | コルディッツ大脱走 Colditz                                           | フィル・キャリントン       | 14エピソード  |
| 1975–1978 | 華麗な探偵ピート&マック Switch                                       | ピート・T・ライアン        | 71エピソード  |
| 1979–1984 | 探偵ハート&ハート Hart to Hart                                       | ジョンサン・ハート         | 111エピソード |
| 1981      | 俺たち賞金稼ぎ!!フォール・ガイ The Fall Guy                          | 映画監督                   | 1エピソード   |
| 1989      | 新80日間世界一周 Around the World in 80 Days                         | アルフレッド・ベネット     | ミニシリーズ  |
| 1997      | となりのサインフェルド Seinfeld                                      | アボット歯学博士           | 1エピソード   |
| 2006      | ラスベガス Las Vegas                                                 | アレックス                 | 1エピソード   |
| 2006      | ボストン・リーガル Boston Legal                                      | バリー                     | 2エピソード   |
| 2007–2008 | チャーリー・シーンのハーパー★ボーイズ Two and a Half Men             | テディ・レオポルド         | 5エピソード   |
| 2010–2019 | NCIS 〜ネイビー犯罪捜査班 NCIS: Naval Criminal Investigative Service | アンソニー・ディノッゾ・Sr | 14エピソード  |

## 参照
1. ↑  “元夫ロバート・ワグナーの聴取を要求…81年ナタリー・ウッドさん水死事故”. スポーツ報知. (2018年2月3日) 2018年2月3日閲覧。